# Кошкодав Сильвер
«Кошкода́в Си́львер» — фильм Юрия Елхова по мотивам одноимённого рассказа Виктора Конецкого.

## Сюжет
Герой фильма — пациент психиатрической больницы, вообразивший себя в брюхе кашалота, в которое он сам себя заточил, чтобы уйти от суеты и пошлости современного мира, чтобы не бороться со злом, чтобы жить в своём собственном, придуманном им мире.

## В ролях
- Юозас Будрайтис — Он
- Светлана Панфилова — Соня
- Владимир Толоконников — Сильвер
- Александр Зайцев — Лёха
- Светлана Смирнова — мать
- Рома Подоляко — мальчик

## Восприятие
После выхода фильма на экраны обозреватель журнала «Коммунист Белоруссии» Татьяна Тюрина оценила фильм скорее положительно. Автор отмечала, что фильм представляет собой 
надломно-печальный, безысходный анализ существования [...], безвыходный финал, уготованный сознанию, больному своим собственным и нашим общим историческим прошлым.Татьяна Тюрина